# Jean de La Barre

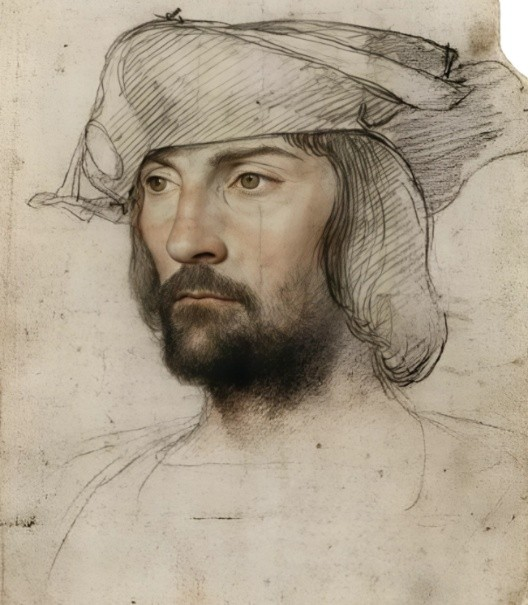
Jean Clouet (ca. 1485–1541), Porträt von Jean de la Barre, ca. 1520

Jean de La Barre († Februar 1534 Paris) war Graf von Étampes, Baron de Véretz, Vicomte de Bridiers, sowie Prévôt de Paris und Gouverneur von Paris.

## Leben
1515 wurde Jean de La Barre, Seigneur de La Barre et du Plessis-lès-Tours, Conseiller du Roi et Maître de sa Garde-robe, als Bailli von Rouen eingesetzt. Das Amt gab er 1522 auf Befehl des Königs an Jean d’Estouteville, Sire de Villebon et de La Gastine, Conseiller et Chambellan du Roi, seinen Schwiegersohn, ab. Stattdessen wurde er 1523 zum Prévôt de Paris ernannt.
Am 24. Februar 1525 kämpfte er in der Schlacht von Pavia im Heer des Königs Franz I. und wurde – ebenso wie der König – gefangen genommen. Der König verbrachte eine dreimonatige Gefangenschaft in der Burg Pizzighettone, bei der er Anne de Montmorency, Philippe Chabot de Brion, Jean de La Barre und den Schatzmeister Philibert Babou de La Bourdaisière an seiner Seite hatte, denen es mit sicherem Geleit erlaubt war, zwischen der Burg und dem Königshof in Lyon zu pendeln. Anfang 1526 war er mit Franz I. in der Madrider Gefangenschaft, aus der Briefe erhalten sind, die er z. B. an Margarete von Navarra schickte, die Schwester des Königs.
Nach der Freilassung des Königs erhielt er durch Patentbrief vom 13. April 1526 (Mont-de-Marsan) die Grafschaft Étampes auf Lebenszeit, also als nicht vererbbares Lehen. Das Amt als Prévôt de Paris wurde am 11. Juni 1526 bestätigt, am 27. Juni 1526 wurde er Lieutenant du roi à Paris et en Île-de-France en l’absence du Marquis de Saluzzo , sowie am 11. Dezember 1528 Gouverneur von Paris, als nach dem Tod des Marquis das Amt geteilt wurde; die beiden Gouverneursämter wurden nach dem Tod Jean de La Barres wieder zusammengelegt.
Als Prévôt de Paris legte er am 19. August 1532 den Grundstein für den Neubau der Kirche Saint-Eustache in Paris. Im Jahr darauf gab er das Amt ab, auch hier wurde Jean d’Estouteville sein Nachfolger. Er starb im Februar 1534 als Gouverneur von Paris; am 25. Juni des gleichen Jahres gab Franz I. die Grafschaft Étampes an Jean IV. de Brosse, der im Jahr zuvor die königliche Mätresse Anne de Pisseleu d’Heilly geheiratet hatte, und erhob sie 1536 zum Herzogtum.

## Ehe und Familie
Jean de La Barre heiratete Marie de La Primaudaye († November 1545), von der er mindestens zwei Töchter bekam:
- Denise de La Barre, 1566 Witwe; ⚭ 1523 Jean d‘Estouteville († 29. April 1556 Rouen), Chevalier, Seigneur de Villebon, Beaurepaire, La Gastine, Blainville, Boislandry, Frétigny et Ventos, Bailli de Rouen et de Thérouanne, Gouverneur de Picardie, Chevalier de l’Ordre de Saint-Michel, 7. März 1533 Prévôt de Paris, Lieutenant-général en Normandie et Picardie, Sohn von Charles d’Estouteville und Hélène de Beauvau
- Florimonde de La Barre; ⚭ François de Bordeaux, Sohn von Jean de Bordeaux und Jeanne de Vaux
- ? Marguerite de La Barre, † vor 1542; ⚭ 10. Mai 1527 François I. de Courtenay (1495–1561), Seigneur de Bléneau et de Champignelles, Gouverneur et Bailli d’Auxerre, Premier Panetier de la ReineÉléonore d’Autriche, Tutor der Enfants de France (die Kinder Heinrichs II.), Sohn von Jean III. de Courtenay und Madeleine de Bar; er heiratete in zweiter Ehe am 29. August 1547 Edmée (alias Hélène) de Quinquet
- ? Antoine de La Barre, Bischof von Angoulême (1524–1526) und Erzbischof von Tours (1526–1547)[6]

## Weblink
- Ètienne Pattou, Maison de La Barre, d’Arbouville et de La Chaussée, S. (online, abgerufen am 7. Mai 2020)